# Shaul Weingort
Pour les articles homonymes, voir Weingort.
Shaul Weingort (1915-18 septembre 1946) est un rabbin suisse, d'origine polonaise, enseignant à la Yechiva Etz Haïm de Montreux, actif durant la Seconde Guerre mondiale dans le sauvetage des Juifs, disciple du rabbin Yechiel Yaakov Weinberg qu'il fait venir à Montreux, il meurt tragiquement dans un accident de train alors qu'il allait donner son cours à la Yechiva. Il est le père du rabbin Abraham Weingort

## Éléments biographiques
Shaul Weingort est né en 1915. Il est le fils du rabbin Avraham Weingort.

### Berlin
Shaul Weingort étudie au séminaire rabbinique Hildesheimer de Berlin, où il obtient son diplôme de rabbin, tout en faisant ses études de doctorat à l'université de Berlin. Pour obtenir son diplôme de rabbin au Séminaire rabbinique Hildesheimer, il était requis d'écrire une thèse de doctorat liée à un sujet de Halakha. Shaul Weingort choisit de traiter les questions de Ribbis (intérêt) et de Mechirat Chametz (vente du Chametz).
Shaul Weingort est « le disciple par excellence » du rabbin Yechiel Yaakov Weinberg.

### Montreux
Yechiel Yaakov Weinberg encourage fortement Shaul Weingort à quitter l'Allemagne, avec la montée du nazisme, et Shaul Weingort accepte l'invitation du rabbin Yerahmiel Eliyahou Botschko de venir à Montreux en 1938.
De Montreux, Shaul Weingort envoie des colis d'aliments à ses parents et à ses proches en Pologne. Ses envois sont souvent interceptés et ne parviennent pas à leurs destinataires. Son père Avraham Weingort a été déporté de  Bielsko-Biała (Bielitz) à Varsovie avec les proches du côté de la mère de Shaul Weingort, les familles Rapoport et Frenkel.

### Le mariage de Montreux fêté dans le ghetto de Varsovie
C'est Yechiel Yaakov Weinberg qui suggère le mariage de Shaul Weingort avec la fille de Eliyahu Botschko.
Le 15 mai 1941 (Lag Ba'omer 5701), le mariage Weingart-Botschko a lieu à Montreux. Le mariage avait été retardé pendant 18 mois, dans l'espoir que la famille puisse venir de Pologne. Dans l'impossibilité d'aller en Suisse, dans le ghetto de Varsovie, Avraham Weingort invite Yechiel Yaakov Weinberg à célébrer l'occasion. De nombreux rabbins sont présents. En l'honneur du mariage, Yechiel Yaakov Weinberg veut publier un livre intitulé Kelulas Shaul. Il demande à différents rabbins d'écrire pour ce livre un article original sur l'approche de Maïmonide de la question de la nullification et l'élimination par le feu du hametz avant Pessa'h. Parmi ceux qui envoient leur contribution se trouvent le rabbin Menachem Ziemba, le rabbin Mendel Alter, le rabbin Aryeh Tzvi Frumer, qui dirige la Yechiva de Lublin, le rabbin Nosson Spiegelglass, le rabbin Z. Glückson, le rabbin M. Blumenfeld, le rabbin David Behr de Ozorkow, le rabbin S. Cohen de Zgierz.

### Rosh Yechiva à Montreux
Shaul Weingort devient Rosh Yeshiva à la Yechiva Etz Haïm de Montreux. C'est un leader charismatique.

### Shaul Weingort fait venir Yechiel Yaakov Weinberg à Montreux
Il fait venir Yechiel Yaakov Weinberg à Montreux,.

### Famille
Shaul Weingort est le  père de trois enfants dont Abraham Weingort

## Œuvres
- (de) Das Haus Egibi in neubabylonischen Rechtsurkunden. 4 éditions entre 1937 et 1939[16].
- (he) Beerah Shel Miriam: Sefer Hazikaron LeIshah Hagedolah Imanu Morateinu Morat Miriam Leah Weingort. 2 éditions en 1997[16].